# Икарийцы

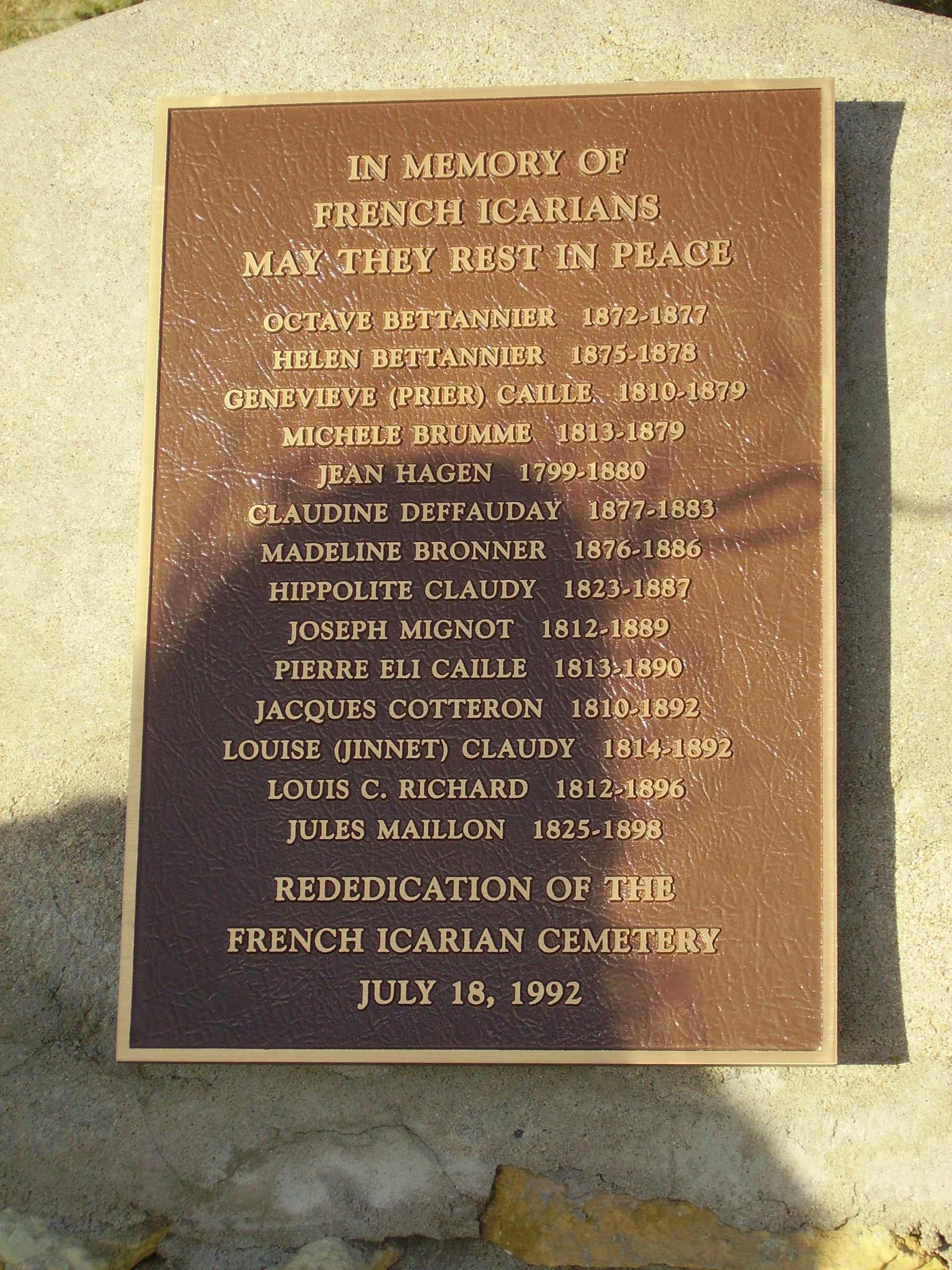
Памятная табличка на кладбище города Корнинг (Айова), где похоронены икарийцы

Икарийцы (англ. Icarians) — приверженцы утопического социалистического движения в США, последователи учения Этьена Кабе.

## История
Кабэ, переселившийся в США из Франции в 1848 году, и его последователи, также эмигранты из Франции, основали сельскохозяйственную коммуну в Техасе в том же году. Это начинание быстро потерпело неудачу из-за природных условий в избранном месте, и следующая попытка основать коммуну была предпринята в 1849 году в городке Нову (Иллинойс). Она была более успешной, эта коммуна просуществовала до 1860 года. Но среди икарийцев начались разногласия, и часть их, во главе с самим Кабэ, решила основать новую коммуну. Кабе умер в 1856 году, а его последователи в следующем году основали новую коммуну в пригороде Сент-Луиса (Миссури), она просуществовала до 1864 года. В 1853 году другая группа икарийцев основала коммуну у городка Корнинг (Айова). Эта коммуна просуществовала до 1898 года, когда младшее поколение икарийцев не захотело продолжать такой образ жизни. Также с 1881 по 1886 года существовала коммуна икарийев в городе Кловердейл (Калифорния).
Икарийцы активно участвовали в социалистическом движении США, взаимодействовали с Социалистической рабочей партией Америки (их издания La Revue Icarienne и La Jeune Icarie были в конце 1870-х годов официальными органами Социалистической рабочей партии) и Первым интернационалом.